# هایلندز (تگزاس)
هایلندز، تگزاس(به انگلیسی: Highlands, Texas) شهری در ایالت تگزاس از ایالات جنوبی ایالات متحده آمریکا است. در سرشماری سال ۲۰۰۰، جمعیت این شهر ۷۰۸۹ نفر اعلام شد.